# Arameeërs in Syrië
De Arameeërs in Syrië (Aramees: ܣܘܪ̈ܝܝܐ ܕܣܘܪܝܐ, Suryoye b-Suriya; Arabisch: السريان في سوريا, Al-Suryan fi Suria) worden gezien als de inheemse bevolking van de huidige staat Syrië. Inscripties in spijkerschrift vermelden de aanwezigheid van het volk reeds in 2300 v.Chr in Aleppo. De Arameeërs vormden de noordelijkste Semitische stam met Aram-Damascus als de hoofdstad van een Aramees Rijk. Hun culturele invloed was zo groot dat ook in het oude Palestina, Aramees de dagelijkse omgangstaal werd.
De komst van de Grieken en Romeinen betekende de teloorgang van de Aramese politieke zelfstandigheid. Echter bleef de Aramese taal een belangrijke factor spelen in de verdere religieuze, wetenschappelijke en medische wereld. In de tweede en derde eeuw tijdens de kerstening van de Arameeërs werd hun woongebied een Byzantijnse (Oost-Romeinse) provincie. In de achtste eeuw kwam deze provincie onder islamitisch gezag en zou de Aramese taal geïsoleerd raken binnen bevolkingsgroepen die christelijk bleven. De uit het zuiden komende Arabieren werden de dominante bevolkingsgroep en de autochtone Arameeërs namen in sommige delen na verloop van tijd het Arabisch, een zuid-Semitische taal, over als dagelijkse omgangstaal. Lange tijd vormden christenen een minderheid en nog in het begin van de twintigste eeuw meer dan een kwart van de bevolking. Het Aramees bleef bewaard als een religieuze taal voor Bijbel en eredienst. In enkele afgelegen dorpen is tot in recente tijd een moderne vorm van Aramees als spreektaal in gebruik.   
Na de Armeense genocide waar de Arameeërs tussen 1916 en 1921 ook slachtoffer van werden, vluchtten de Aramese christenen die in het zuiden van net huidige Turkije woonden, samen met Armeniërs naar het grondgebied van het huidige Syrië en de Libanon. De stad Qamishli werd gesticht door Aramese vluchtelingen uit verschillende dorpen en steden van de regio Tur Abdin. De gehele Aramese bevolking van het huidige Sanliurfa vluchtte naar Aleppo en grote groepen van Diyarbakir en Nusaybin vluchtten grotendeels naar Homs. 
Ten tijde van het Frans Mandaat Syrië is er in 1936 getracht een autonome regio te creëren voor de diverse Aramese, Armeense, Koerdische en Arabische bevolking in het noorden van Syrië. Dit was praktisch onmogelijk door de geografische verspreiding en het door elkaar wonen van de betrokken etniciteite. Daarnaast ging het in tegen de toen recent ontwikkelde pan-Arabische ideologie die etnische deelgebieden als een vorm van balkanisering afwees.
De Aramese populatie is na de uitbraak van de Syrische Burgeroorlog als gevolg van salafistische terreur fors gedaald. Om de eigen bevolking te beschermen is Sootoro opgericht, een Aramese militie die als doel heeft de Aramese bevolking in het noorden van Syrië te beschermen.